# 芳井順一
芳井 順一（よしい じゅんいち、1947年7月11日 - 2017年3月14日）は、日本の実業家。ツムラ社長。福岡県出身。

## 経歴
1970年西南学院大学商学部卒、第一製薬に入社。東京第一支店営業推進部長などを経て、1995年（平成7年）ツムラ再建のため、ツムラ創業者と血縁関係にある第一製薬常務の風間八左衛門と共にツムラに転じ、取締役社長室長となる。取締役、1997年（平成9年）常務、2000年（平成12年）専務、2003年（平成15年）副社長、2004年（平成16年）社長に就任。創業111年目で創業家と一切血縁がない初のトップとなる
2009年（平成21年）日本漢方生薬製剤協会会長。
2013年には芳井のツムラ再建を追った『復活を使命にした経営者』（岡田晴彦／著、ダイヤモンド・ビジネス企画／編、ダイヤモンド社／刊）が刊行された。
2017年3月14日死去。旭日小綬章追贈。

## テレビ出演
- 日経スペシャル カンブリア宮殿 漢方のリーディングカンパニー・健康と医療への貢献こそが企業使命だ！（2010年6月21日、テレビ東京）[6]

## 書籍

### 関連書籍
- 『復活を使命にした経営者 ツムラ、復活への四〇〇〇日』（著者:岡田晴彦、編:ダイヤモンド・ビジネス企画）（2013年6月7日、ダイヤモンド社）ISBN 9784478083352